# Lacertibaenia
Die Lacertibaenia sind ein Taxon (eine systematische Gruppe) der Schuppenkriechtiere (Squamata). Es umfasst die Echten Eidechsen (Lacertidae) und die Doppelschleichen (Amphisbaenia) sowie die ausgestorbene Gattung Cryptolacerta. 
Nach dem auf molekularbiologische Daten gestützten Stammbaum der Schuppenkriechtiere sind die Echten Eidechsen und die Doppelschleichen Schwestergruppen, die von beiden Taxa gebildete Klade ist die Schwestergruppe der Tejuartigen. 

## Merkmale
Die nahe Verwandtschaft dieser beiden äußerlich verschiedenen Gruppen gründet sich auf molekularbiologische Untersuchungen und wird nicht durch morphologische Merkmale gestützt. Die Echten Eidechsen werden in der traditionellen Squamatensystematik aufgrund einiger Gemeinsamkeiten im Körperbau den Skinkartigen (Scincomorpha) zugerechnet. Die Ähnlichkeiten beruhen jedoch lediglich auf Konvergenz, molekularbiologische Befunde sprechen deutlich gegen eine Verwandtschaft. Die Doppelschleichen sind eine Gruppe vorwiegend wurmartiger, unterirdisch lebender Tiere, deren nächste Verwandte lange Zeit unklar waren.
Der gemeinsame Vorfahre aller Lacertibaenia soll vor etwa 130 Millionen Jahren in der Oberkreide gelebt haben.

## Systematik
Die nächsten lebenden Verwandten der Lacertibaenia sind vermutlich die Gymnophthalmoidea bzw. Teiformata (Schienenechsen (Teiidae), Zwergtejus (Gymnophthalmidae) und Alopoglossidae), das gemeinsame Taxon aus Lacertibaenia und Gymnophthalmoidea wird Lacertoidea bzw. Laterata genannt.
Kladogramm der Lacertibaenia:

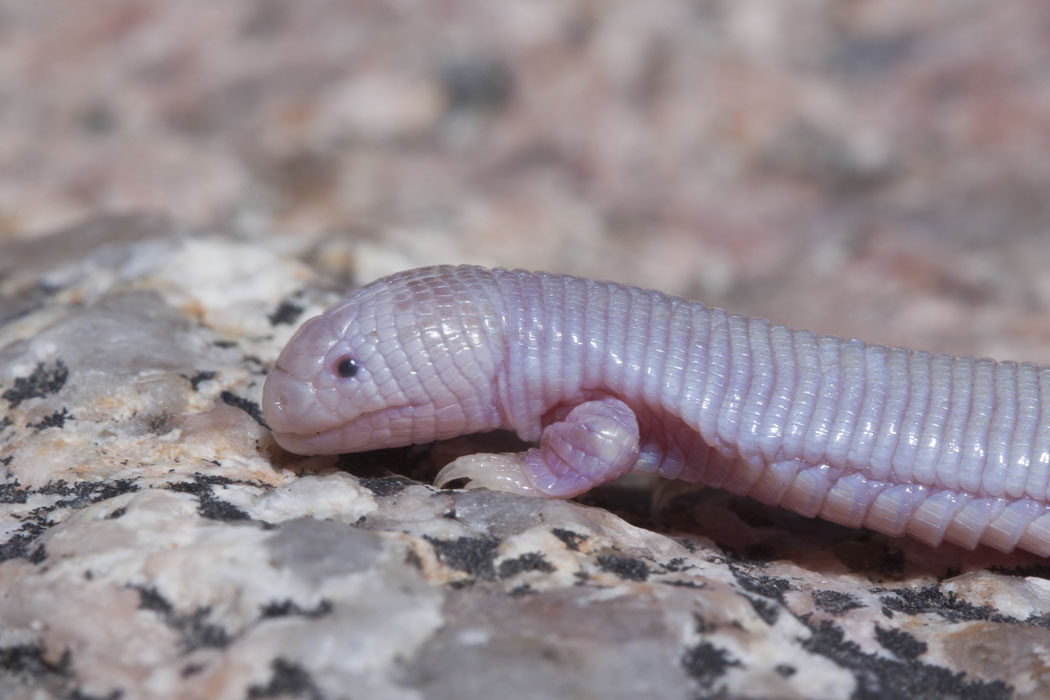
Die Fünffingerige Handwühle (Bipes biporus) ist eine der wenigen nicht völlig beinlosen Arten der Doppelschleichen.

Das folgende Diagramm zeigt die Stellung von Cryptolacerta als Schwestergruppe der Doppelschleichen in einer gemeinsamen Klade mit den Eidechsen.
|  | Echte Eidechsen (Lacertidae)                                                      |
|  |                                                                                   |
|  | \| \| Cryptolacerta \| \| \| \| \| \| Doppelschleichen (Amphisbaenia) \| \| \| \| |
|  |                                                                                   |
|  | Cryptolacerta                                                                     |
|  |                                                                                   |
|  | Doppelschleichen (Amphisbaenia)                                                   |
|  |                                                                                   |

|  | Cryptolacerta                   |
|  |                                 |
|  | Doppelschleichen (Amphisbaenia) |
|  |                                 |

|  | Echte Eidechsen (Lacertidae)                                                      |
|  |                                                                                   |
|  | \| \| Cryptolacerta \| \| \| \| \| \| Doppelschleichen (Amphisbaenia) \| \| \| \| |
|  |                                                                                   |
|  | Cryptolacerta                                                                     |
|  |                                                                                   |
|  | Doppelschleichen (Amphisbaenia)                                                   |
|  |                                                                                   |

|  | Cryptolacerta                   |
|  |                                 |
|  | Doppelschleichen (Amphisbaenia) |
|  |                                 |